# Perigymnosoma globulum
Perigymnosoma globulum är en tvåvingeart som beskrevs av Villeneuve 1929. Perigymnosoma globulum ingår i släktet Perigymnosoma och familjen parasitflugor. Inga underarter finns listade i Catalogue of Life.